# Елікти (гірськолижний курорт)
Елікти (каз. Елікті) — гірськолижний курорт, розташований на півночі Республіки Казахстан, в Зерендинському районі, Акмолінській області, в 25 км від міста Кокшетау і 325 км від міста Нур-Султан, на схилах гори Єлікти.
Має у своєму розпорядженні 5 трас, загальною протяжністю 4 кілометри. На території центру розташований готель, ресторан та паркінг.
Гірськолижний комплекс названо за назвою місцевості Елікти. Гора, головна визначна пам'ятка комплексу, також називається Елікти (500 м над рівнем моря).

## Інфраструктура
Декілька трас, що проходять по горі, покриті лісом, що забезпечує захист у вітряну погоду.
Гірськолижні траси розділені на категорії різної складності: для лижників-початківців і маленьких дітей, протяжністю 200—400 м; траси для лижників-початківців, більш складні, протяжністю 600—700 м; траси середнього рівня складності 300—500 м; складні траси для досвідчених гірськолижників 500—1300 метрів.
Перепад висот до 330 метрів з великою кількістю спусків та поворотів.

## Розташування
Адреса: Акмолінська область, Зерендінський район, с. Садове, 25 км від Кокшетау трасою P11 на Рузаївку (Костанай, Саумалколь (Володарвку), озеро Шалкар).